# Richard Siegel
Pour les articles homonymes, voir Siegel.
Richard Siegel, né en 1949 à Minneapolis (Minnesota, États-Unis), est un claveciniste, accompagnateur et éditeur de musique français d’origine américaine. On lui doit notamment une méthode pédagogique et une collection de pièces pour et avec clavecin.

## Biographie
Richard Siegel s’est installé en France en 1971, où il a étudié le clavecin, la basse continue et la musique de chambre au Conservatoire national supérieur de musique de Paris. Il a notamment étudié auprès de Robert Veyron-Lacroix et Laurence Boulay.
En 1977, il a reçu le « Prix de la meilleure réalisation de basse chiffrée » au Concours international de clavecin de Paris.
En 2002, il a reçu le Prix Charles et Christiane Oulmont (Fondation de France) pour l’ensemble de sa carrière.
Sa carrière d’enseignant l’a conduit du Conservatoire supérieur de musique de Paris (où il fut notamment professeur de déchiffrage de 1979 à 1989) à la Sorbonne en musicologie. Il a ensuite enseigné, parmi plusieurs postes, au Conservatoire national de région de Saint-Maur des Fossés jusqu’à sa retraite en 2014.
Dès 1973, il commence une carrière d’interprète avec notamment l’Orchestre de chambre Jean-François Paillard, qui le conduit à jouer dans le monde entier. Il a également joué comme soliste et accompagnateur auprès notamment de l’Orchestre de Paris dirigé par Daniel Barenboïm, l’Ensemble orchestral de Paris avec Ton Koopman et l’Orchestre de Mito au Japon, ainsi que des solistes tels que Shigenori Kudo, Jean-Pierre Rampal, Laurent Hacquard ou Michel Giboureau,.

## Discographie
Outre environ 2600 concerts, il a enregistré plus de 30 disques,, dont :
- l’intégrale des sonates de Bach pour flûte et clavecin, avec S. Kudo,
- les Concertos Brandebourgeois (de Bach également) avec l’orchestre Paillard,
- les sonates de Michel Blavet avec Philippe Pierlot,
- une sélection d’œuvres pour guitare et clavecin avec Olivier Bensa.

Richard Siegel publie également des enregistrements sur le Web depuis 2016, notamment sur YouTube, IMSLP et Wikimedia Commons.

## Publications
La méthode de clavecin de Richard Siegel est en quatre volumes, parus à partir de 2007 chez Heugel (A. Leduc) :
- Apprendre à toucher le clavecin (vol. 1 & 2)
- Répertoire pour le clavecin (vol. 3 & 4)

Il a également publié, aux éditions Bordas, La Musique au temps de Bach (1993).
Depuis 2020, il édite et arrange des partitions d’œuvres pour et avec clavecin dans le cadre de The Richard Siegel Collection, distribuée entre autres par Peacock Press (Royaume-Uni).